# داراو
داراو (به لاتین: Daro) یک منطقهٔ مسکونی در مالزی است که در ساراواک واقع شده‌است.